# Stefka Madina
Stefka Madina, född den 23 januari 1963 i Plovdiv i Bulgarien, är en bulgarisk roddare.
Hon tog OS-brons i dubbelsculler i samband med de olympiska roddtävlingarna 1988 i Seoul.